# Солер, Джон
Джон Солер (англ. John Soler, годы жизни неизвестны) — мальтийский шахматист.
Трехкратный чемпион Мальты (1934, 1948 и 1956 гг.).
В составе сборной Мальты участник шахматной олимпиады 1960 г. В этом соревновании, ставшем дебютным для мальтийской команды, выступал на 2-й доске. В 20 партиях он набрал 4 очка: одержал победу над А. Галебом (Ливан), сыграл вничью, в частности, с Ж. Норадунгяном (Франция) и дважды с Б. Ходжей (Албания), проиграл, в частности, М. Бобоцову (Болгария), В. Питчу (ГДР), Б. Ивкову (Югославия), М. Рантанену (Финляндия), Д. де Ланге (Норвегия), Р. Персицу (Израиль), А. Бахтиару (Индонезия), Ж. Рибейру (Португалия), М. Литтлтону (Ирландия), М. Субьете (Боливия), Ф. Пальмиотто (Италия).